# Британско военно гробище (Микра)
Британското военно гробище (на английски: Salonika (Mikra) military cemetery) в местността Малкия Карабурун (Микра), Солун е създадено през април 1917 година по време на Първата световна война до британска военно-полева болница в града. В него са погребани 1 806 британски войници и офицери, 95 българи, 33 руснаци и 8 гърци.

## Български войнишки гробове
- 01. Марко К. Андреев, редник от 58-и пехотен полк, починал на 21.9.1918 г., гроб 324
- 02. Неизвестен български войн, редник, починал на 2.10.1918 г., гроб 462
- 03. Милко И. Монев, редник от 50-и пехотен полк, починал на 7.10.1918 г., гроб 530
- 04. Тодор Ясков, редник от 58-и пехотен полк, починал на 8.10.1918 г., гроб 575
- 05. Стойко Ст. Драгнев, редник от 58-и пехотен полк, починал на 21.10.1918 г., гроб 636
- 06. Васил Наков, починал на 7.2.1918 г., гроб 1263
- 07. Мартин И. Янов, редник от 60-и пехотен полк, починал на 20.3.1919 г., гроб 1323
- 08. Стоян Стоилчов, редник от 14-и пехотен полк, починал на 20.4.1919 г., гроб 1385
- 09. Али Н. Велиев, редник от 72-ри пехотен полк, починал на 21.5.1919 г., гроб 1414
- 10. Атанас Т. Ботев, 3-ти пехотен полк, починал на 24.5.1919 г., гроб 1415
- 11. Трънте Куртов, редник от 13 д. пр. тр., починал на 25.5.1919 г., гроб 1416
- 12. Любо Ст. Христов, редник от 3-ти пехотен полк, починал на 25.5.1919 г., гроб 1417
- 13. Харамби Ст. Иончиков, редник от 3-ти пехотен полк, починал на 27.5.1919 г., гроб 1418
- 14. Никола И. Гогов, редник от 3-ти пехотен полк, починал на 29.5.1919 г., гроб 1419
- 15. Костадин Ст. Праматаров, редник от 34-ти пехотен полк, починал на 31.5.1919 г., гроб 1420
- 16. Петко Н. Цветков, редник от 3-ти пехотен полк, починал на 2.6.1919 г., гроб 1421
- 17. Георги Я. Манолов, редник от 26-и пехотен полк, починал на 4.6.1919 г., гроб 1422
- 18. Б. Барлов, редник, починал на 6.6.1919 г., гроб 1423
- 19. Мишо Г. Мотев, редник от 34-ти пехотен полк, починал на 12.6.1919 г., гроб 1424
- 20. Сотир Ст. Воденичарски, редник от 14-и пехотен полк, починал на 27.6.1919 г., гроб 1427
- 21. Стефчо Н. Близнашки, редник от 17-и пехотен полк, починал на 5.7.1919 г., гроб 1428
- 22. К. Х. Каранашеов, редник, починал на 16.7.1919 г., гроб 1432
- 23. Гено И. Гайдарски, редник от 17-и пехотен полк, починал на 17.7.1919 г., гроб 1433
- 24. Първо М. Анкушев, редник от 3-ти пехотен полк, починал на 19.7.1919 г., гроб 1434
- 25. Христо И. Митецки, редник от 71-ви пехотен полк, починал на 21.7.1919 г., гроб 1435
- 26. Стоян М. Буртов, редник от 3-ти пехотен полк, починал на 24.7.1919, гроб 1436
- 27. Вълчо Р. Данчев, старши подофицер от 3-ти пехотен полк, починал на 3.8.1919 г., гроб 1438
- 28. Стоян Т. Ванев, редник от 54-ти пехотен полк, починал на 3.8.1919 г., гроб 1439
- 29. Марин П. Маринов, редник 3-ти пехотен полк, починал на 4.8.1919 г., гроб 1441
- 30. Д. А. Нешев, ефрейтор, починал на 17.8.1919 г., гроб 1445
- 31. Енвали Е. Ибрямов, редник, починал на 18.8.1919 г., гроб 1446
- 32. Атанас Т. Атанасов, редник от 70-и пехотен полк, починал на 29.8.1919 г., гроб 1452
- 33. Шабан С. Махмудов, 72-ри пехотен полк, починал на 29.8.1919 г., гроб 1453
- 34. Йон Н. Топаранов, редник от 3-ти пехотен полк, починал на 30.8.1919 г., гроб 1454
- 35. Генчо Г. Иванов, редник от 51-ви пехотен полк, починал на 30.8.1919 г., гроб 1455
- 36. Пъшо Кр. Пашов, редник от 58-и пехотен полк, починал на 3.9.1919 г., гроб 1456
- 37. Дончо Р. Панков, редник от 3-ти пехотен полк, починал на 5.9.1919 г., гроб 1457
- 38. Мехмед М. Хюсеинов, редник от 3-ти пехотен полк, починал на 8.9.1919 г., гроб 1458
- 39. Богдан М. Христов, редник от 71-ви пехотен полк, починал на 10.9.1919 г., гроб 1459
- 40. Божил Г. Лилков, редник от 3-ти пехотен полк, починал на 16.9.1919 г., гроб 1460
- 41. Хюсеин Х. Хасанов, редник от 71-ви пехотен полк, починал на 18.9.1919 г., гроб 1461
- 42. Петър К. Милошев, редник, починал на 23.9.1919 г., гроб 1462
- 43. Ахмед М. Хюсеинов, редник от 5-и пехотен полк, починал на 18.9.1919 г., гроб 1463
- 44. Ангел П. Динолов, редник от 3-ти пехотен полк, починал на 30.9.1919 г., гроб 1464
- 45. Ташо Ат. Ташев, редник от 72-ри пехотен полк, починал на 30.9.1919 г., гроб 1465
- 46. Георги К. Дичев, редник от 71-ви пехотен полк, починал на 2.10.1919 г., гроб 1467
- 47. Ахмед И. Мехмедов, редник, починал на 2.10.1919 г., гроб 1468
- 48. Петър П. Колев, редник от 3-ти пехотен полк, починал на 2.10.1919 г., гроб 1469
- 49. Александър Величков, редник от 22-ри пехотен полк, починал на 4.10.1919 г., гроб 1470
- 50. Мехмед М. Хюсеинов, редник от 5/7 път. уч., починал на 5.10.1919 г., гроб 1471
- 51. Осман Е. Реджебов, редник от 3-ти пехотен полк, починал на 7.10.1919 г., гроб 1472
- 52. Вани Ст. Шанов, редник, починал на 11.10.1919 г., гроб 1473
- 53. Димитър Ст. Гатев, редник от 3-ти пехотен полк, починал на 12.10.1919 г., гроб 1474
- 54. Юрдан П. Калибонски, редник от 71-ви пехотен полк, починал на 15.10.1919 г., гроб 1476
- 55. Тодор Ст. Иванов, редник от 40-и пехотен полк, починал на 18.10.1919 г., гроб 1477
- 56. П. Гатев Панков, редник, починал на 19.10.1919 г., гроб 1478
- 57. Лазар Хр. Лазаров, редник от 71-ви пехотен полк, починал на 19.10.1919 г., гроб 1479
- 58. Петър И. Станков, редник от 3-ти пехотен полк, починал на 19.10.1919 г., гроб 1480
- 59. С. Юрданов Симеонов, редник, починал на 21.10.1919 г., гроб 1481
- 60. Йоцо Христов М., ефрейтор, починал на 21.10.1919 г., гроб 1482
- 61. Флоро А. Петев, редник от 3-ти пехотен полк, починал на 24.10.1919 г., гроб 1483
- 62. Алиов К. Азиов, редник, 24.10.1919 г., гроб 1484
- 63. Иван Гр. Иванов, редник от 12-и пехотен полк, починал на 23.10.1919 г., гроб 1486
- 64. С. Димитров Михаилов, редник, починал на 2.11.1919 г., гроб 1487
- 65. К. Денчев Пенчев, редник, починал на 5.11.1919 г., гроб 1488
- 66. Халил Алиев, редник, починал на 8.11.1919 г., гроб 1489
- 67. Коце С. Ненов, редник от 71-ви пехотен полк, починал на 14.11.1919 г., гроб 1491
- 68. Р. Пецев Илиев, редник, починал на 17.11.1919 г., гроб 1493
- 69. Иван П. Минков, редник от 3-ти пехотен полк, починал на 19.11.1919 г., гроб 1494
- 70. Ф. Пенчев Миладинов, редник, починал на 18.11.1919 г., гроб 1495
- 71. В. Петков Вучев, редник, починал на 15.11.1919 г., гроб 1496
- 72. Пръван Хр. Велчев, редник от 6 полиц. 1/2 е-н, починал на 30.11.1919 г., гроб 1497
- 73. Кръстьо К. Константинов, редник от 71-ви пехотен полк, починал на 30.11.1919 г., гроб 1498
- 74. Иван В. Цеков, редник от 3-ти пехотен полк, починал на 30.11.1919 г., гроб 1499
- 75. Хюсеин С. Салиев, редник от 46-и пехотен полк, починал на 30.11.1919 г., гроб 1500
- 76. Стоян Б. Тотев, редник от 44-ти пехотен полк, починал на 4.12.1919 г., гроб 1501
- 77. Мехмед Исмаилов, редник от 54-ти пехотен полк, починал на 12.12.1919 г., гроб 1502
- 78. М. Маринов Търналов, редник, починал на 29.12.1919 г., гроб 1503
- 79. Тодор Н. Ангелов, редник от 39-и пехотен полк, починал на 29.12.1919 г., гроб 1504
- 80. Антон Ст. Иванов, редник от 71-ви пехотен полк, починал на 2.1.1920 г., гроб 1505
- 81. Милослав М. Джамбазов, младши подофицер от 3-ти пехотен полк, починал на 2.1.1920 г., гроб 1506
- 82. Иванов Перфанов, редник, починал на 12.1.1920 г., гроб 1507
- 83. Г. Стоичев Станков, редник, починал на 18.1.1920 г., гроб 1508
- 84. М. Милов Великов, редник, починал на 19.1.1920 г., гроб 1509
- 85. Л. Митров Каратомов, редник, починал на 27.1.1920 г., гроб 1510
- 86. Стефан К. Томов, редник от 27-и пехотен полк, починал на 30.1.1920 г., гроб 1511
- 87. Станойко Т. Ангелов, редник от 71-ви пехотен полк, починал на 9.2.1920 г., гроб 1523
- 88. М. Иванов Алинков, редник, 16.2.1920 г., гроб 1535
- 89. Милтиад А. Найденов, редник от 38-и пехотен полк, починал на 19.4.1918 г., гроб 1727
- 90. Петко Т. Митранов, редник от 85-и пехотен полк, починал на 7.12.1918 г., гроб 1728
- 91. Н. А. Ергеледжиев, редник, починал на 16.2.1919 г., гроб 1845
- 92. Стефан К. Караканев, редник от 5/8 път. уч., починал на 21.2.1919 г., гроб 1846
- 93. Неизвестен български войн, редник, починал на 26.2.1919 г., гроб 1847
- 94. Осман Ал. Реджебов, редник от 3-ти пехотен полк, починал на 23.12.1918 г., гроб 1848
- 95. Атанас К. Вълчанов, редник от 41-ви пехотен полк, починал на 19.2.1919 г., гроб 1849[2]